# Portein
Portein (toponimo tedesco; in romancio Purtagn, in italiano Purtino, desueto) è una frazione di 22 abitanti del comune svizzero di Cazis, nella regione Viamala (Canton Grigioni).

## Geografia fisica
Portein è situato nell'Heinzenberg, alla sinistra del Reno Posteriore, su un'altura tra il fiume Porteiner Tobel e la Val da la Malanotg; il punto più elevato del territorio è la cima del Tguma (2 163 m s.l.m.).

## Storia

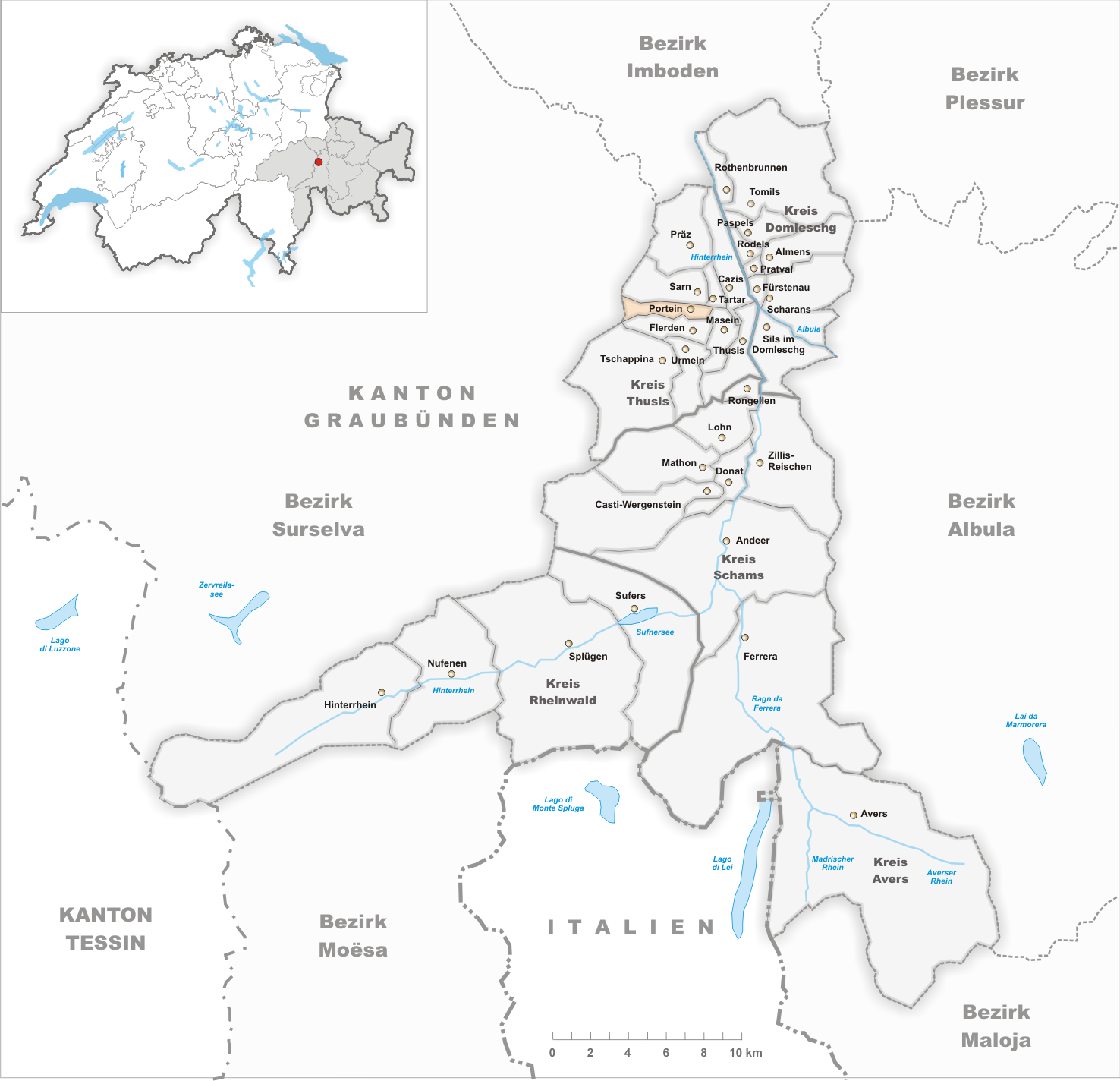
Il territorio del comune di Portein prima degli accorpamenti comunali del 2009

Già comune autonomo che si estendeva per 3,42 km², il 1º gennaio 2010 è stato accorpato al comune di Cazis assieme agli altri comuni soppressi di Präz, Sarn e Tartar.

## Monumenti e luoghi d'interesse
- Chiesa riformata, eretta dopo il 1720[1];
- Rovine della chiesa di San Gallo, attestata dal 1505 e crollata nel 1720[1].

## Società

### Evoluzione demografica
L'evoluzione demografica è riportata nella seguente tabella:
Abitanti censiti

### Lingue e dialetti
Già paese di lingua romancia, Portein si è progressivamente germanizzato nel XX secolo: nel 2000 non vi erano più abitanti di lingua romancia.

## Infrastrutture e trasporti
Dista 7,5 km dalla stazione ferroviaria di Cazis e 8 km dall'uscita autostradale di Thusis nord, sulla A13/E43; dista 32 km da Coira.